# 石河 (绥中)
石河，位于中华人民共和国辽宁省绥中县的一条河流，发源于加碑岩乡王台村东北大岭根，蜿蜒向南流至永安堡乡西沟村窦台子以西转东流，经立根台、永安堡乡、大风口水库、高岭镇四方台村，在前卫镇三山营村恨虎崖转南流，经前卫镇，于高岭镇照山嘴村注入渤海。河流全长67.7千米，流域面积448平方千米。